# كارلوس تافاريس
كارلوس تافاريس (بالبرتغالية: Carlos Tavares) هو شخصية أعمال ومهندس برتغالي، ولد في 14 أغسطس 1958 في لشبونة في البرتغال.

## التكوين
تخرج مهندسًا من المدرسة المركزية بباريس (École centrale Paris) عام ١٩٨١.

## Stellantis
أصبح في 16 يناير 2021 أول مدير عام لمجموعة صناعة السيارات متعددة الجنسيات ستيلانتيس.
في الأول من ديسمبر 2024، أعلنت شركة ستيلانتيس عن استقالة تافاريس من منصب الرئيس التنفيذي "بأثر فوري".